# منتخب أوكرانيا لكأس ديفيز
منتخب أوكرانيا لكأس ديفيز (بالأوكرانية: Збірна України з тенісу в Кубку Девіса)‏ هو ممثل أوكرانيا الرسمي في كرة المضرب في كأس ديفيز.